# ستان فالكس
ستان فالكس (بالهولندية: Stan Valckx)‏ (مواليد 20 أكتوبر 1963) هو لاعب كرة قدم. يلعب مع منتخب هولندا لكرة القدم. سبق له أن لعب في كأس العالم لكرة القدم مع منتخب بلاده.

## مسيرته الكروية
لعب ستان فالكس خلال مسيرته الاحترافية مع 3 أندية في ثمانية عشر موسمًا وسجل خلالها 30 هدف ضمن 435 مباراة. حيث فاز في أربعة مواسم بالكأس وفي خمسة مواسم بالدوري.
خاض ستان فالكس مسيرته مع نادي في في في فينلو في موسم 1983–84 ليلعب معه خمسة مواسم، مشاركًا في 145 مباراة سجل خلالها 15 هدفًا. ثم انتقل إلى نادي آيندهوفن في موسم 1988–89 في المرة الأولى ليلعب معه أربعة مواسم ثم في موسم 1994–95 ليلعب معه ستة مواسم، حيث شارك طوالها في 221 مباراة سجل خلالها 10 أهداف. لينتقل بعدها إلى نادي سبورتينغ لشبونة في موسم 1992–93 واستمر معه طيلة ثلاثة مواسم، مشاركًا في 69 مباراة سجل خلالها 5 أهداف.

## روابط خارجية
- ستان فالكس على موقع الاتحاد الدولي (مؤرشف)  (الإنجليزية)
- ستان فالكس على موقع الاتحاد الأوربي (الإنجليزية)
- ستان فالكس على موقع قاعدة بيانات كرة القدم.إي يو (الإنجليزية)
- ستان فالكس على موقع ناشيونال فوتبول تيمز (الإنجليزية)
- ستان فالكس على موقع Soccerway.com (الإنجليزية)